# Campyloptère roux
Pampa rufa
Espèce
Statut de conservation UICN

 LC  : Préoccupation mineure
Statut CITES
Le Campyloptère roux (Pampa rufa) est une espèce de colibris de la sous-famille des Trochilinae.

## Alimentation
Cet oiseau se nourrit surtout du nectar des genres Plantago, Erythrina, Salvia, Castilleja.

## Distribution
Le Campyloptère roux se trouve au Mexique au Guatemala.

Carte de répartition de l'espèce